# ارکیده خورشیدی بزرگ
ارکیده خورشیدی بزرگ (نام علمی: Thelymitra aristata) نام یک گونه از سرده ارکیده‌های خورشیدی است.